# Колдуэлл (приход)
Ко́лдуэлл (англ. Caldwell Parish, фр. Paroisse de Caldwell) — приход штата Луизиана, США. Официально образован в 1838 году. По состоянию на 2010 год, численность населения составляла 10 132 человека.

## География
По данным Бюро переписи США, общая площадь прихода равняется 1 401,191 км2, из которых 1 370,111 км2 — суша, и 28,490 км2, или 2,100 %, — это водоёмы.

## Население
По данным переписи населения 2000 года на территории прихода проживает 10 560 жителей в составе 3 941 домашних хозяйство и 2 817 семей. Плотность населения составляет 8,00 человек на км2. На территории прихода насчитывается 5 035 жилых строений, при плотности застройки около 4,00-х строений на км2. Расовый состав населения: белые — 80,43 %, афроамериканцы — 17,90 %, коренные американцы (индейцы) — 0,45 %, азиаты — 0,14 %, гавайцы — 0,00 %, представители других рас — 0,47 %, представители двух или более рас — 0,61 %. Испаноязычные составляли 1,49 % населения независимо от расы.
В составе 32,10 % из общего числа домашних хозяйств проживают дети в возрасте до 18 лет, 55,40 % домашних хозяйств представляют собой супружеские пары, проживающие вместе, 12,60 % домашних хозяйств представляют собой одиноких женщин без супруга, 28,50 % домашних хозяйств не имеют отношения к семьям, 25,40 % домашних хозяйств состоят из одного человека, 11,70 % домашних хозяйств состоят из престарелых (65 лет и старше), проживающих в одиночестве. Средний размер домашнего хозяйства составляет 2,50 человека, и средний размер семьи 2,99 человека.
Возрастной состав прихода: 24,70 % моложе 18 лет, 9,60 % от 18 до 24, 28,50 % от 25 до 44, 23,30 % от 45 до 64 и 23,30 % от 65 и старше. Средний возраст жителя прихода 37 лет. На каждые 100 женщин приходится 103,00 мужчин. На каждые 100 женщин старше 18 лет приходится 100,20 мужчин.
Средний доход на домохозяйство прихода составлял 26 972 USD, на семью — 33 653 USD. Среднестатистический заработок мужчины был 29 677 USD против 19 475 USD для женщины. Доход на душу населения составлял 13 884 USD. Около 17,70 % семей и 21,20 % общего населения находились ниже черты бедности, в том числе — 27,10 % молодёжи (тех, кому ещё не исполнилось 18 лет) и 19,50 % тех, кому было уже больше 65 лет.